# Aspicilia hultingii
Aspicilia hultingii är en lavart som först beskrevs av H.Magn., och fick sitt nu gällande namn av Rolf Santesson. Aspicilia hultingii ingår i släktet Aspicilia, och familjen Megasporaceae. Arten är reproducerande i Sverige.